# 中国民主建国会江西省委员会
中国民主建国会江西省委员会，简称民建江西省委、江西民建，是中国民主建国会在江西省的地方组织。